# Kolcomysz sawannowa
Kolcomysz sawannowa (Acomys kempi) – gatunek ssaka z podrodziny sztywniaków (Deomyinae) w obrębie rodziny myszowatych (Muridae), występujący w Afryce Wschodniej.

## Zasięg występowania
Kolcomysz sawannowa występuje w południowej Etiopii i Kennii, na wschód od Wielkich Rowów Afrykańskich; prawdopodobnie występuje w południowej Somalii i północno-wschodniej Tanzanii.

## Taksonomia
Gatunek po raz pierwszy zgodnie z zasadami nazewnictwa binominalnego opisał w 1911 roku brytyjski zoolog Guy Dollman nadając mu nazwę Acomys kempi. Holotyp pochodził z północnej części rzeki Ewaso Ng’iro, z Chanler Falls, z Kenii.
Po wstępnym opisie stwierdzono, że A. kempi jest spokrewniony z A. ignitus i ostatecznie uznano go za jego podgatunek. W 1975 roku został umieszczony w A. cahirinus, a następnie przywrócono go w 1991 do rangi odrębnego gatunku, w oparciu o wyraźne różnice genetyczne między nim a A. ignitus i A. cahirinus. Autorzy Illustrated Checklist of the Mammals of the World uznają ten takson za gatunek monotypowy.

### Etymologia
- Acomys: gr. ακη akē „ostry punkt”; μυς mus, μυός muos „mysz”[9].
- kempi: Robert „Robin” Kemp (1871–1949), angielski księgowy, przyrodnik, kolekcjoner z Sierra Leone w latach 1902–1904, z Nowej Zelandii w latach 1906–1907, Afryki Wschodniej w latach 1908–1909, Australii w latach 1912–1914 i Argentyny w latach 1916–1917[10].

## Morfologia
Długość ciała (bez ogona) 90–110 mm, długość ogona 82–100 mm, długość ucha 13–18 mm, długość tylnej stopy 15–16 mm; brak szczegółowych danych dotyczących masy ciała.

## Ekologia
Kolcomysz sawannowa jest spotykana do wysokości 700 m n.p.m. Na suchych nizinach jest rozpowszechniona i pospolita; szczególnie liczna jest w dolinie rzeki Tana. Zamieszkuje podobne tereny co kolcomysz ognista, kolcomysz innozębna (A. louisae) i kolcomysz drobna (A. wilsoni): obszary żwirowe wśród suchej sawanny. Prowadzi naziemny tryb życia, jest owadożerna. Nie wiadomo, czy potrafi przetrwać w zaburzonym środowisku.

## Populacja
Międzynarodowa Unia Ochrony Przyrody uznaje kolcomysz sawannową za gatunek najmniejszej troski. Nie są znane zagrożenia dla gatunku, jest on szeroko rozpowszechniony, a populacja jest stabilna. Zamieszkuje Park Narodowy Tsavo, Park Narodowy Meru i prawdopodobnie inne obszary chronione.